# 臨床工学技士法
臨床工学技士法（りんしょうこうがくぎしほう、昭和62年6月2日法律第60号）は、臨床工学技士全般の職務・資格などに関する日本の法律である。
1987年（昭和62年）6月2日に公布され、1988年（昭和63年）4月1日に施行された。